# Strada statale 15 bis Via Flavia
La strada statale 15 bis Via Flavia (SS 15 bis) era una strada statale italiana.

## Storia
Venne istituita nel 1928 come diramazione della strada statale 15 Via Flavia ed era definita dal seguente percorso: "Visignano - Parenzo".

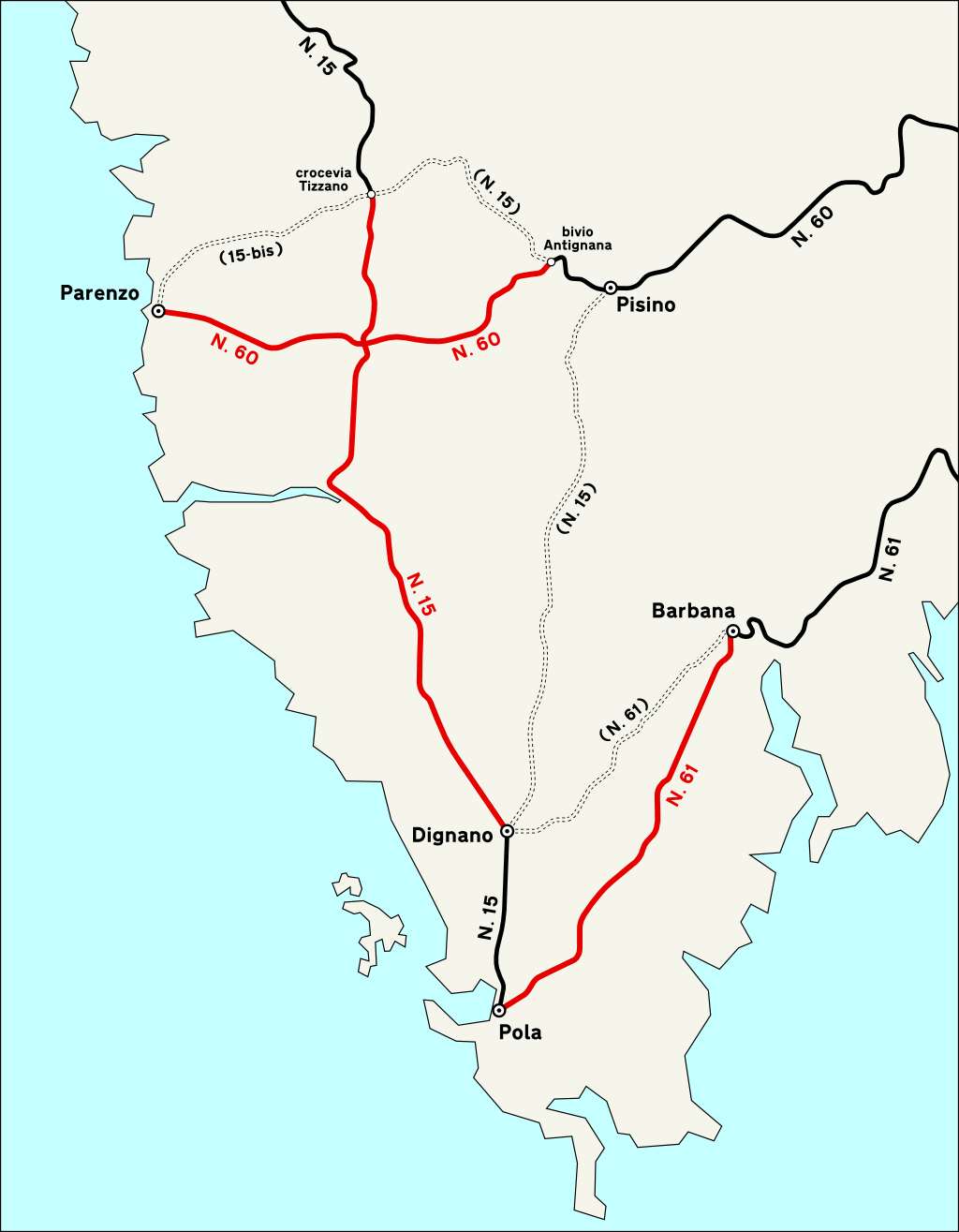
Mappa delle modifiche alla rete delle strade statali istriane in seguito al R.D. 23 novembre 1936, n. 2177

Venne declassificata nel 1936 in seguito al riordino della rete delle strade statali istriane.